# Șăulia
Șăulia (Hongaars: Mezősályi) is een comună in het district Mureş, Transsylvanië, Roemenië. Het is opgebouwd uit vier dorpen, namelijk:
- Leorinţa-Şăulia (Lőrincidűlő)
- Măcicăşeşti (Szteuniadülő)
- Pădurea (Erdőtanya)
- Şăulia

## Demografie
De comună telde in 2002 zo'n 2.117 inwoners, in 2007 waren dat er zo'n 2.197. Dat is een stijging van 80 inwoners (+3,8%) in vijf jaar tijd. Volgens de volkstelling van 2007 telde Șăulia 2.197 inwoners waarvan 1.911 (87%) Roemenen, 220 (10%) Roma en 66 (3%) Hongaren.